# FC Germania Metternich
FC Germania Metternich is een Duitse voetbalclub uit Metternich, een stadsdeel van Koblenz, Rijnland-Palts.

## Geschiedenis
De club werd opgericht in 1912, toen Metternich nog een zelfstandige gemeente was. Germania was aangesloten bij de West-Duitse voetbalbond. In 1930 promoveerde de club naar de hoogste klasse van de Middenrijncompetitie. Na twee seizoenen in de middenmoot degradeerde de club omdat de competitie werd teruggebracht van twee reeksen naar één reeks. In 1957 promoveerde de club naar de II. Oberliga Südwest, maar degradeerde na één seizoen. In 1960 keerde de club terug en werd nu vierde. De volgende twee seizoenen eindigde Germania in de middenmoot, maar door de invoering van de Bundesliga in 1963 en de afschaffing van de Oberliga degradeerde de club naar de derde klasse.
In 1964 promoveerde de club naar de Regionalliga Südwest, toen de tweede klasse, maar werd laatste. In 1966 promoveerde de club opnieuw, maar werd ook nu laatste. In 2000 speelde de club nog één seizoen in de Oberliga Südwest (vierde klasse). Tegenwoordig speelt de club in de laagste reeksen.